# Regiunea Kaliningrad
Regiunea Kalinigrad este un teritoriu al Federației Ruse, reprezentând o exclavă a acesteia, situată între Polonia, Lituania și Marea Baltică, fiind străbătută de râul Neman. Centrul administrativ al regiunii este orașul Kaliningrad (fostul Königsberg). Regiunea a fost constituită în 1946 pe teritoriile germane anexate la 2 august 1945 de URSS (actuala regiune Kaliningrad a fost partea de bază a fostei Prusii Orientale). Regiunea Kaliningrad are o suprafață de 15,1 mii km² și 955 mii locuitori (în mare parte ruși, stabiliți aici în 1945-1947 în locul populației germane expulzate). Densitatea medie a populației este de 63 loc./km². După destrămarea URSS, în regiune s-au instalat câteva mii de etnici germani deportați în anii 1941-1944 din Povolgia și Novorusia în Kazahstan și Asia Centrală. Conform datelor recensămîntului din 2002, germanii reprezintă doar 0,9 % din populația regiunii.
1. ↑  Constituția Federației Ruse, accesat în 25 octombrie 2016
2. ↑   https://www.bbc.com/news/world-europe-18284828 Lipsește sau este vid: |title= (ajutor)